# Chris Gardner
Christopher Paul Gardner (Milwaukee, 9 de fevereiro de 1954) é um empresário norte-americano, investidor, corretor da bolsa, palestrante motivacional, escritor, filantropo, fundador e CEO da Gardner Rich & Co localizada em Chicago, mesma cidade onde mora atualmente.
Bem sucedido hoje, teve sua história de vida retratada em livro e também em um filme que foi sucesso no mundo inteiro com interpretação do ator Will Smith atuando como o próprio Chris Gardner e Jaden Smith, filho do ator, fazendo o papel de  Christopher Gardner Jr.
Durante um período difícil em sua vida, Gardner conseguiu superar muitos desafios que hoje servem como inspiração por milhões de pessoas no mundo inteiro. O empresário juntamente com seu filho de dois anos saiu da pobreza extrema vivendo na rua e em abrigos para hoje ter uma fortuna estimada em 600 milhões de dólares.

## Infância
Chris Gardner teve sua infância marcada pela ausência do seu pai Thomas Turner  (que mais tarde veio a conhecer, aos seus 28 anos) e pela mãe Bettye Jean Triplett que era vítima de abusos por parte do padrasto que ainda abusava fisicamente dos irmãos.

## Fase adulta
Quando adulto Chris Gardner conheceu sua esposa Jackie Medina, mãe do seu primeiro filho Christopher Gardner (1981) e sua primeira filha Jacintha Gardner (1985),  gerada depois que já estava separado há alguns meses de Jackie.
Chris trabalhava com pesquisas no Hospital Geral de San Francisco, mesmo local onde trabalhava sua esposa. Nessa fase era duramente pressionado pela esposa a conseguir um emprego melhor que pudesse pagar as contas atrasadas da família.
Um dia Chris viu um Ferrari no estacionamento do hospital e perguntou ao seu dono: - O que você faz? Como você faz? e o mesmo respondeu: - Sou corretor e a segunda pergunta  foi respondida em um café com este homem cujo nome é Bob Bridges. Chris descobriu conversando com bem sucedido corretor, que não precisava ter curso universitário para entrar no mercado de ações e também que podia fazer estágios para adquirir licença para trabalhar. Bob Bridges conseguiu muitas entrevistas e em muitas delas Chris não foi aceito nos programas de estágio. Finalmente depois de tentar muitas vezes, conseguiu marcar uma entrevista na empresa Dean Witter. Essa entrevista aconteceu duas semanas depois. Mas antes Chris chegou a ser preso por multas de transito.

## Separação e prisão
Na sua vida afetiva, a relação com Jackie Medina, não era das melhores e constantemente acabavam discutindo principalmente pelos problemas financeiros. Em uma das brigas do casal, talvez a mais grave antes da separação definitiva, Jackie acusou Gardner de agressão (o mesmo nega em sua biografia que tenha agredido a esposa). Jackie Medina em um ato inesperado acabou chamando a policia que revisou por acaso o carro de Chris e descobriu  multas de trânsito que somavam aproximadamente mil e quinhentos dólares ocasionadas quando Chris tentava entrar em um dos programas de estágio e estacionava o carro em qualquer lugar. Essas multas culminaram na sua prisão onde permaneceu por dez dias depois de uma decisão judicial a fim de pagar desta forma as multas de transito. Na prisão chegou até mesmo ir para solitária depois de xingar um guarda por não ser atendido quando solicitou assistência médica para ver suas lentes de contato que estavam machucando seus olhos devido ao calor da cela.

## O início: Dean Witter Reynolds
Depois dos dez dias preso por multas de trânsito, Gardner tinha uma entrevista marcada com a empresa Dean Witter a fim de conseguir o seu tão sonhado estágio (Gardner pediu um telefone para os guardas a fim de remarcar a entrevista para a segunda feira porque estava preso no dia que ia acontecer. Num gesto nobre, um dos guardas entendeu a situação e passou o telefone pelas grades deixando ele fazer a ligação. Com isso Gardner conseguiu remarcar a entrevista). Saindo da prisão foi para casa se trocar quando descobriu que sua família havia ido embora. Além da sua esposa ter levado o seu filho, também levou todos os móveis, roupas e o seu carro. Sem ter o que fazer e com a entrevista na Dean Witter no mesmo dia, Chris foi com mesma roupa que usou por alguns dias na prisão para fazer a entrevista de estágio. Chegando na entrevista falou porque estava mal vestido dizendo ao entrevistador (Albanese) tudo que tinha acontecido exceto o fato de que estava preso (diferente de como conta o filme). Sr. Albanese responsável pela entrevista acabou dando a vaga do estágio e Chris iniciou sua nova jornada na empresa.
Depois de trabalhar alguns meses e se destacar no programa de estágio Chris Gardner fez o teste final com certa facilidade acertando oitenta por cento das questões, passando no exame e se efetivando no mercado de ações agora com a licença para exercer a profissão de corretor.

## Chris e o filho
Gardner passou todo o tempo do estágio sem poder ver o seu filho (diferente de como é contado no filme onde Chris pega o seu filho em uma creche). Certo dia na porta de um hotel onde Chris dormia, Jackie (ex-esposa) aparece com Christopher (seu filho) no colo e uma bolsa com um papel dando instruções de como cuidar do menino. Na bolsa havia alguns pertences e um pacote de fraldas Pampers. A partir de então Chris Gardner começa um período onde as dificuldades aumentam desastrosamente. Tudo fica bastante difícil quando se tem uma criança com pouco mais de um ano e meio para cuidar (No filme seu filho tem cerca de 5 anos, mas na realidade Chris começou a cuidar sozinho do seu filho com pouco mais de um ano).

## Vivendo nas ruas
Apenas com o salário do estágio (No filme apresenta-se outra diferença na questão salarial. Na verdade, Chris ganhava aproximadamente mil dólares , diferente de como conta o filme em que ele passa seis meses sem ganhar nenhuma remuneração. Mesmo assim para os padrões da época o dinheiro era extremamente curto tendo em vista pagar os gastos com escolinha, vezes uma babá, a alimentação e os custos de passagem). Chris não consegue dar o sustento ideal ao filho e passa a morar na rua do dia para a noite economizando para pagar a refeição do filho e as passagens de metro até o trabalho (Curiosidade: Quando Chris tinha uma nota de 20 dólares no bolso, se recusava a trocar mantendo a nota intacta no sentido de estabelecer uma segurança, ele acreditava que se trocasse aquela nota por quatro notas de 5 dólares, as gastaria rapidamente).

## Dormir e comer
Todo o tempo Chris usava o bom senso econômico para controlar o pouco que tinha para cuidar do filho,  também para comer, andar de ônibus para o trabalho, local que também serviu muitas vezes para dormir. Nessa fase Chris e seu filho dormiram nos lugares mais inusitados de se imaginar. Pai e filho dormiram muitas noites de baixo da mesa da empresa que Chris trabalhava (Chris precisava se levantar antes dos colegas chegarem, ir até o banheiro, lavar o rosto, dar um livro de pintar ao filho e começar a trabalhar antes de todos), dormiram na grama de uma praça em San Francisco (abaixo de um prédio luxuoso em San Francisco) e dormiram também no banheiro da principal estação da cidade durante duas semanas (Chris quando não conseguia vagas para dormir em outros lugares, ia ao banheiro se trancava e pedia ao filho que fizesse silêncio quando alguém batesse na porta). No mesmo período ele conheceu Cecil Williams que foi como um "avô". Cecil Williams era reverendo de uma igreja e foi quem garantiu a Chris e seu filho pudessem passar a noite em uma pensão para desabrigados. Essa pensão apenas aceitava mulheres e crianças mas mesmo assim Cecil Williams abriu uma exceção e a oportunidade de dormir seguindo as regras rigorosas de horários que não permitiam atrasos nem dormir no mesmo quarto por mais de duas noites seguidas (outra diferença em relação ao filme em que Gardner não conseguiu a vaga na pensão que aceitava apenas mulheres e crianças). Além do lugar para dormir Cecil Williams também conseguiu com que Chris e seu filho almoçassem na igreja sem enfrentar grandes filas já que Christopher era muito pequeno e a única criança da fila.
Durante um tempo Chris foi revezando entre dormir embaixo da mesa de trabalho, no banheiro da estação de trem e na pensão onde tinha que estar na hora certa para não perder a vaga (o que aconteceu algumas vezes).
Depois de algum tempo sem onde morar, Chris conseguiu uma casa barata para alugar. Ganhou alguns móveis de amigos e com ajuda de outros limpou o lugar que há dois anos estava fechado servindo de depósito. Também comia em um restaurante barato e acertou pagar de duas em duas semanas garantindo a alimentação.

## O inicio da virada
A vida ainda era difícil, mas ficou melhor agora tendo uma chave e um teto para deixar suas tralhas, que passaram a não ser mais companhia permanente. Apesar da vida complicada, Chris Gardner evoluía no trabalho conquistando clientes importantes e sendo sempre destaque do dia.
Depois de um bom tempo na Dean Witter,  Chris recebeu uma excelente proposta e trocou a empresa por outra que oferecia cinco mil dólares por mês (cinco vezes mais), a Bear Stearns (1983-1987). Empresa essa que ajudou Chris a crescer muito nos negócios. Num curto período de tempo, Chris conseguiu clientes que pagavam cerca duzentos mil dólares por ano (curiosamente o seu maior cliente adorava fazer piadas racistas por telefone não sabendo que Chris era negro). Chris já era um grande destaque na Bear Stearns, o suficiente para garantir passaporte e ir trabalhar em Nova York, mais precisamente na sede da Bear Stearns e onde o mercado é super aquecido e com metas muito maiores. Mais uma vez Chris conseguiu fazer negócios grandiosos, se destacando acima da média e ganhando clientes milionários (sua primeira negociação na Bear, conseguiu cerca de sete milhões em papéis se tornando muito expressivo no mercado). Nessa altura, Chris e seu filho já moravam em um belo apartamento com todo o conforto que jamais tiveram antes.
O mundo dá voltas, e para Chris Gardner isso aconteceu também no amor. Sua ex-esposa Jackie Medina que o pressionava para conseguir emprego, desencorajava-o para não tentar uma vaga no mercado de ações e ainda chamou a polícia para prendê-lo, tentou voltar ao casamento, mas Chris Gardner mesmo chegando a pensar no assunto, não quis voltar, então os dois permaneceram separados. Mesmo assim, Chris ajudou Jackie financeiramente levando a ex-esposa para morar em Los Angeles relativamente perto de onde trabalhava, assim garantindo que seus dois filhos tivessem pai e mãe mais presentes e também a tranquilidade necessária para se dedicar integralmente ao trabalho que nesse estágio era extremamente competitivo.

## A virada completa
Em 1987, Chris Gardner fundou sua empresa Gardner Rich & Co na sua casa com um investimento inicial de 10 mil dólares, a empresa cresce e ele vende parte minoritária recheando sua conta bancária com mais de trezentos milhões de dólares. No caminho da vitória, Chris compra dois Ferrari. Um vermelho, igual ao de Bob Bridges, seu primeiro conselheiro no ramo dos negócios, e um preto, de nada mais, nada menos que Michael Jordan. Não esquecendo suas raízes, Chris investiu ainda, cerca de cinquenta milhões de dólares para ajudar em um projeto social de San Francisco. Projeto esse criado por Cecil Williams, quem o ajudou quando vivia na dificuldade. Frequentemente viaja para África, onde conheceu o presidente Nelson Mandela, e hoje além de cuidar dos seus negócios, se dedica a dar palestras motivacionais contando a sua vida para o mundo.
Sua história foi inspiração para muitas pessoas devido ao árduo caminho da pobreza até a êxito financeiro, e o seu livro acabou se tornando um filme estrelado por Will Smith com grande sucesso de bilheteria no mundo inteiro. 